# NGC 1819
NGC 1819 (również PGC 16899 lub UGC 3265) – galaktyka soczewkowata (SB0), znajdująca się w gwiazdozbiorze Oriona. Odkrył ją Lewis A. Swift 26 grudnia 1885 roku.
W galaktyce tej zaobserwowano supernową SN 2005el.